# Амткел (село)
Амтке́л (абх. Амткял, груз. ამტყელი [Амткели]) — село в Абхазии, в Гулрыпшском районе частично признанной Республики Абхазия, согласно административному делению Грузии — в Гульрипшском муниципалитете Абхазской Автономной Республики. Высота над уровнем моря составляет 240 метров.

## Население
В 1959 году в селе Амткели жило 758 человек, в основном армяне (в Амткельском сельсовете в целом — 2245 человек, также в основном только армяне, кроме преимущественно грузинских сёл Када, Шуамта и Цацхвиари). В 1989 году в селе жило 397 человек, в основном армяне, а также грузины (сваны).